# Алфёров, Александр Михайлович
Алекса́ндр Миха́йлович Алфёров (род. 2 ноября 1962, Кабанск, Бурятская АССР) — советский и российский футболист, нападающий; тренер.

## Карьера

### Как игрок
В 1987 году выступал за смоленскую «Искру». Далее играл за «Селенгу», «Сахалин», «Звезду-Юнис-Сиб». Потом вернулся на сезон в «Селенгу» и вскоре уехал в китайский «Шэньян Дунбэй Люяо». Затем провёл ещё один сезон в «Селенге», из которой вернулся на два сезона в тот же китайский клуб, сменивший название. В следующем сезоне снова выступал за «Селенгу». Последним клубом в карьере футболиста стал красноярский «Металлург», в котором за три сезона сыграл в 84 матчах и забил 8 голов.

### Как тренер
Вся тренерская карьера Алфёрова связана с красноярским «Металлургом», в котором он был и. о. главного тренера (2001, дважды в 2002), его ассистентом (2002, 2004—2006, 2009, 2010), и главным тренером в 2003, 2007 годах, и с 2010 по 2013 год.
После назначения Алфёрова главным тренером «Металлурга-Енисея» в 2010 году задача клуба не изменилась — выход в первый дивизион. Клуб досрочно за тур до конца первенства обеспечил себе выступление в первом дивизионе чемпионата России, заняв в зоне «Восток» первое место.
30 марта 2011 года Алфёров сдал выпускные экзамены, завершив обучение в Высшей школе тренеров, и получил тренерскую лицензию категории «А», дающую право возглавлять команду первого дивизиона.
По итогам первенства ФНЛ 2011/12 «Енисей» занял 10 место, а Алфёров был номинирован на звание лучшего тренера данного турнира.
С 20 ноября 2013 по 6 июня 2015 года был главным тренером иркутского «Байкала».
В конце декабря вошёл в тренерский штаб Александра Григоряна в «Луче-Энергии» Владивосток. 20 апреля 2018 после расторжения контракта с Григоряном был назначен исполняющим обязанности главного тренера до конца сезона.

## Достижения
- Почётная грамота Губернатора Красноярского края (22 октября 2012) — за большой личный вклад в развитие футбола в Красноярском крае
- «Металлург-Енисей»: Второй дивизион, лучший тренер зоны «Восток»: 2010